# Лунін Микола Олександрович
Микола Олександрович Лунін (22 травня 1915, місто Ряжськ Рязанської губернії, тепер Рязанської області, Російська Федерація — 3 жовтня 1968, місто Москва) — радянський діяч, один із ініціаторів стахановського руху на залізниці, машиніст паровоза, начальник Смородинського відділення паровозного господарства Південної залізниці Сумської області. Герой Соціалістичної Праці (5.11.1943). Депутат Верховної Ради СРСР 2-го скликання.

## Життєпис
Народився в родині залізничника. З батьками переїхав на роз'їзд Кирзінський Омської залізниці, а потім до Новосибірська. У 1930 році закінчив залізничну семирічну школу, а у 1932 році — дворічну залізничну школу фабрично-заводського учнівства імені Шварца на станції Новосибірськ.
З 1932 року працював слюсарем, помічником машиніста паровозного депо станції Новосибірськ Томської залізниці.
У грудні 1934 — серпні 1935 року — слухач курсів машиністів на станції Тайга Томської залізниці.
У 1935—1945 роках — машиніст паровозного депо станції Новосибірськ. У 1940 році виступив ініціатором соціалістичного змагання за нові методи експлуатації паровоза: збільшення обсягу ремонту, що виконується силами самої паровозної бригади, зниження собівартості ремонтів.
Член ВКП(б) з 1941 року.
У роки німецько-радянської війни почин Луніна набув широкого поширення на транспорті і в інших галузях промисловості. Отримав Сталінську премію за впровадження нових методів організації виробництва. У 1943 році за преміальні кошти купив ешелон вугілля вагою 1 000 тонн на допомогу Сталінграду.
У серпні 1945 — вересні 1947 року — начальник 8-го Смородинського відділення паровозного господарства Південної залізниці міста Тростянець Сумської області. Одночасно з листопада 1946 по вересень 1947 року — 1-й заступник начальника Смородинського відділення Південної залізниці.
У вересні 1947 — 1950 року — студент Харківського інституту інженерів залізничного транспорту імені Кірова, який закінчив із відзнакою. Потім закінчив Вищі інженерні курси Міністерства шляхів сполучення в Москві.
З 1950 року — на керівній роботі на залізничному транспорті: начальник Сумського відділення паровозного господарства, начальник Помічнянського, Тамбовського і Московсько-Київського відділень залізниці, заступник начальника Московсько-Рязанської залізниці. З 1960 року — начальник Московсько-Ризького відділення Московської залізниці.
Помер у місті Москві. Похований на Новодівочому цвинтарі.

## Звання
- Директор-полковник (1951)

## Нагороди
- Герой Соціалістичної Праці (5.11.1943)
- два ордени Леніна (2.08.1942, 5.11.1943)
- орден Трудового Червоного Прапора (1.08.1953)
- орден Червоної Зірки (29.07.1945)
- медаль «За трудову доблесть» (6.08.1952)
- медалі
- два знаки «Почесному залізничнику» (28.01.1941, 21.11.1943)
- Сталінська премія ІІ ст. (1942)
- Громадянин XX століття Новосибірської області (2000)